# Дымокорье
Урочище Дымокорье находится в Гдовском районе Псковской области. До 1 января 2006 года деревня входила в состав Вейнской волости, упразднённой в пользу Добручинской.

## Краткая история
Первое упоминание о деревне Дымокорье находится в писцовой книге 1571 года, в те времена она входила в состав Щепецкого погоста Новгородской земли и принадлежала помещику Степану Залешенинову сыну Боброва (а ранее была за его отцом).

«За Степаном за Залешениновым сыном Боброва отца его старого поместья.

[…]

Дер. Дымокур Токарев, пол-2 обжи: дв. Федко Медветко, дв. Сенка Иванов, засеву в поле ржы 10 четвертей, сена 30 копен, и на мху под Жежлином. Да тое деревни дворец бобылской: дв. Сергейко Иванов, засеву в поле четверть, сена нет.»— [РГАДА, Ф.137, Оп.1, Новгород, №8, лл. 48об., 49об.]; опубликовано: «Новгородские писцовые книги, изданные императорской Археографической комиссией», т.5, СПб, 1905г, ред.С.К.Богоявленский. Текст приведён по редакции данного издания.

## Население
| 2001 | 2002 | 2010 |
| ---- | ---- | ---- |
| 0    | →0   | →0   |